# 大寮 (臺南市)
大寮，是臺灣臺南市七股區的一個傳統地域名稱，位於該區東部。相較於今日行政區，其範圍大致為大埕里不含西北部及西南部凸出部分。

## 歷史
台灣日治初期，後港地區為一街庄，稱為「大寮庄」（舊制街庄），隸屬於西港仔堡。該庄昔日西北邊及北邊與篤加庄為鄰，東北邊為蕭壠庄，東邊及南邊東段為塭仔內庄，南邊西段為樹仔腳庄，西邊為七股藔庄。
1901年（日治明治三十四年）11月11日，全台廢縣廳改設二十廳，該庄隸屬於鹽水港廳。1904年（明治三十七年）4月1日，該庄編入「西港仔區」，隸屬於鹽水港廳。1906年（明治三十九年）4月1日，鹽水港廳內管轄區域調整，該庄仍隸屬於西港仔區。1909年（明治四十二年）10月25日，全台合併二十廳為十二廳，西港仔區改隸屬於臺南廳。1920年（大正九年）10月1日，全台地方制度大改正，廢十二廳改設五州二廳，該庄改制為「大寮」大字，隸屬於臺南州北門郡七股庄（新制街庄）。
戰後七股庄改制為七股鄉，隸屬於臺南縣，大字亦改制為村。1950年（民國39年）10月25日，雲、嘉、南分治，七股鄉仍隸屬於臺南縣。2010年（民國99年）12月25日，臺南縣、市合併為直轄臺南市，七股鄉改制為七股區，村亦改制為里。

## 聚落
本地區發展較早的聚落為番仔塭、大藔，三合仔在日治初期的官方地圖上已有記載。